# سوفی مورسه-پیشو
سوفی مورسه-پیشو (فرانسوی: Sophie Moressée-Pichot‎؛ زادهٔ ۳ آوریل ۱۹۶۲) شمشیرباز اهل فرانسه است.
وی در مسابقات کشوری و بین‌المللی در مجموع برندهٔ ۱ مدال طلا شده‌است.